# Fate of Norns
Fate of Norns è il quinto album in studio del gruppo musicale svedese Amon Amarth, pubblicato il 6 settembre 2004 dalla Metal Blade Records.

## Descrizione
L'album segue il percorso tracciato dal precedente lavoro Versus the World, con canzoni che risultano più lente e pesanti rispetto alle prime produzioni del gruppo.
Il cantante e frontman Johan Hegg in un'intervista ha dichiarato:
(Johan Hegg)
Un'edizione limitata dell'album comprende un DVD Bonus intitolato "Amon Amarth live at Grand Rokk" contenente una ripresa di 45 minuti del concerto tenuto a Reykjavík, Islanda, il 5 marzo 2004.
Prima della pubblicazione dell'album, la Metal Blade ha distribuito alcuni promo contenenti materiale extra come la biografia del gruppo e alcune foto.
Della traccia Pursuit of Vikings è stato girato un videoclip.

## Tracce
1. An Ancient Sign of Coming Storm – 4:39
2. Where Death Seems to Dwell – 4:55
3. The Fate of Norns – 5:55
4. The Pursuit of Vikings – 4:29
5. Valkyries Ride – 4:53
6. The Beheading of a King – 3:22
7. Arson – 6:45
8. Once Sealed in Blood – 4:48

## Formazione
- Johan Hegg - voce
- Olavi Mikkonen - chitarra
- Johan Soderberg - chitarra
- Ted Lundström - basso
- Frederik Andersson - batteria